# Dans l'œil du tigre
Pour les articles homonymes, voir Burning Bright.
Pour plus de détails, voir Fiche technique et Distribution.
Dans l'œil du tigre (Burning Bright) est un film américain réalisé par Carlos Brooks, sorti en 2010.
Le film suit un garçon de 12 ans, autiste, et sa grande sœur qui combattent un tigre tueur dans une maison barricadée lorsqu'une tempête violente frappe la ville, empêchant la sortie extérieure de quiconque.

## Synopsis
Après la mort de sa mère, Kelly (Briana Evigan) est forcée de jouer le rôle de sœur et de mère pour son frère autiste, Tom (Charlie Tahan). Tout en découvrant que leur beau-père, le propriétaire d'un safari (Garret Dillahunt), a utilisé l'argent mis de côté pour ses études afin d'acheter un tigre de cirque, Kelly réalise que son rêve d'avoir une bonne éducation est anéanti à toujours. Mais juste,quand Kelly pensait que le pire était arrivé, une violente tempête frappe leur maison avec des vents dévastateurs. La situation devient pire encore lorsque le tigre tueur de son beau-père s'échappe de sa cage, et que celui-ci, qui n'a pas eu de bon repas depuis bien longtemps, est affamé. Enfermés, terrifiés, et complètement sans défense contre un des plus grands prédateurs de la nature, Kelly et Tom font de leur mieux afin d'échapper aux crocs du sauvage prédateur jusqu'à ce que le vent se calme et qu'ils puissent s'enfuir à l'extérieur.

## Fiche technique
Sauf indication contraire, les informations mentionnées dans cette section peuvent être confirmées par la base de données cinématographiques IMDb,  présente dans la section « Liens externes ».
- Titre original : Burning Bright
- Titre francophone : Dans l'œil du tigre[1]
- Réalisation : Carlos Brooks
- Scénario : Christine Coyle Johnson et Julie Prendiville Roux, d'après leur histoire partagée avec David W. Higgins
- Musique : Zack Ryan
- Décors : Mark Garner
- Costumes : Beverly Safier
- Photographie : Michael McDonough
- Montage : Miklos Wright
- Production : Mark Amin, David Higgins et Cami Winikoff
- Production exécutive : Wayne Morris
- Coproduction : Albert T. Dickerson III
- Sociétés de production : Sobini Films ; Burning Bright Productions et Launchpad Productions
- Sociétés de distribution : Lionsgate Home Entertainment (États-Unis) ; M6 Vidéo (France)
- Pays de production :  États-Unis
- Langue originale : anglais
- Format : couleur – 1,85:1
- Genre : horreur, thriller
- Durée : 86 minutes
- Dates de sortie :
  - États-Unis : 17 août 2010 (DVD)
  - France : 12 juin 2013 (DVD) ; 25 juillet 2015 (VOD)[2]

## Distribution
- Briana Evigan : Kelly Taylor
- Charlie Tahan : Tom Taylor
- Garret Dillahunt : Johnny Gaveneau
- Peggy Sheffield : Dr Orsi
- Mary Rachel Dudley : Catherine Taylor
- Tom Nowicki : le shérif
- Meat Loaf : Howie (non crédité)

## Tournage
Le tournage a lieu en Floride.